# Goëssové
Goëssové jsou rakouský šlechtický rod. Původní rod Goessů (Góis) pocházel z Portugalska, pozdější generace ve službách Habsburků přesídlily do Belgie (Španělské Nizozemí). Rodina vymřela v roce 1634, během 17. století přešlo jméno adopcí postupně na dvě další rodiny. Významný císařský diplomat a kardinál Jan František Goëss (1612–1694) získal titul barona pro sebe (1654) a později i pro své synovce (1672), zakoupením panství Karlsberg (1687) položil základy majetkového zázemí potomků v Korutansku. Jan Petr Goëss (1667–1716) se uplatnil také v diplomacii, získal říšský hraběcí titul (1693) a dědictví po strýci rozšiřoval dalšími nákupy. Během 17.–18. století se Goëssové zařadili mezi významné pozemkové vlastníky v Korutanech, kde celkem pět členů rodu zastávalo úřad zemského hejtmana, dva z nich získali Řád zlatého rouna. Významným představitelem rodu byl Jan Petr II. Goëss (1774–1846), místodržitel v několika zemích habsburské monarchie a později nejvyšší dvorský maršálek. Ve dvou liniích získali v 19. století Goëssové dědičné členství v rakouské Panské sněmovně, ve 20. století byly rodové statky sloučeny znovu v osobě jednoho majitele. V Korutansku vlastní Goëssové stále značný majetek a v rámci Rakouska se angažují ve veřejném životě.

## Původ rodu

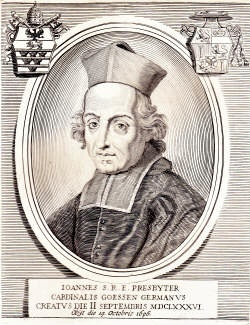
Jan Goëss (1612–1696), císařský diplomat, kardinál a biskup v Gurku

Původní rod Goessů pocházel ze Španělska, odkud Dom Amiã de Estrada ve službách vévody Jindřicha Burgundského přesídlil počátkem 12. století do Portugalska. V roce 1109 získal panství Góis, podle nějž se pak začal psát. Z jeho potomstva později vynikl Damião de Góis (1502–1574), který proslul jako humanista a spisovatel, ve službách portugalských králů se uplatnil také jako diplomat. V další generaci Emanuel de Góis přesídlil ve službách španělského krále do Španělského Nizozemí (dnešní Belgie). Jeho syn Jan, který jako první užíval psanou podobu jména Goëss, byl důstojníkem císařské armády a v roce 1632 získal stav svobodných pánů. Zemřel v roce 1634 bez potomstva, jméno Goëss přešlo adopcí na jeho synovce Jana Františka (1612–1696), který vynikl jako diplomat ve službách Leopolda I. a později se stal kardinálem. Ten získal v roce 1654 říšský stav svobodných pánů a začal kupovat statky v rakouských zemích. Jako duchovní neměl potomky, takže jméno Goëss opět adopcí přešlo na další rodinu. Pro své synovce Jana Petra a Davida Františka rozené de Gheteren dosáhl potvrzení panského stavu (1672) a Janu Petrovi pak odkázal svůj majetek v Korutansku. V roce 1687 koupil panství Karlsberg, které potomci rodu během dalších let rozšiřovali dalšími nákupy a nakonec se Goëssové stali předními vlastníky půdy v Korutanech.

## Historie rodu v 18.–20. století

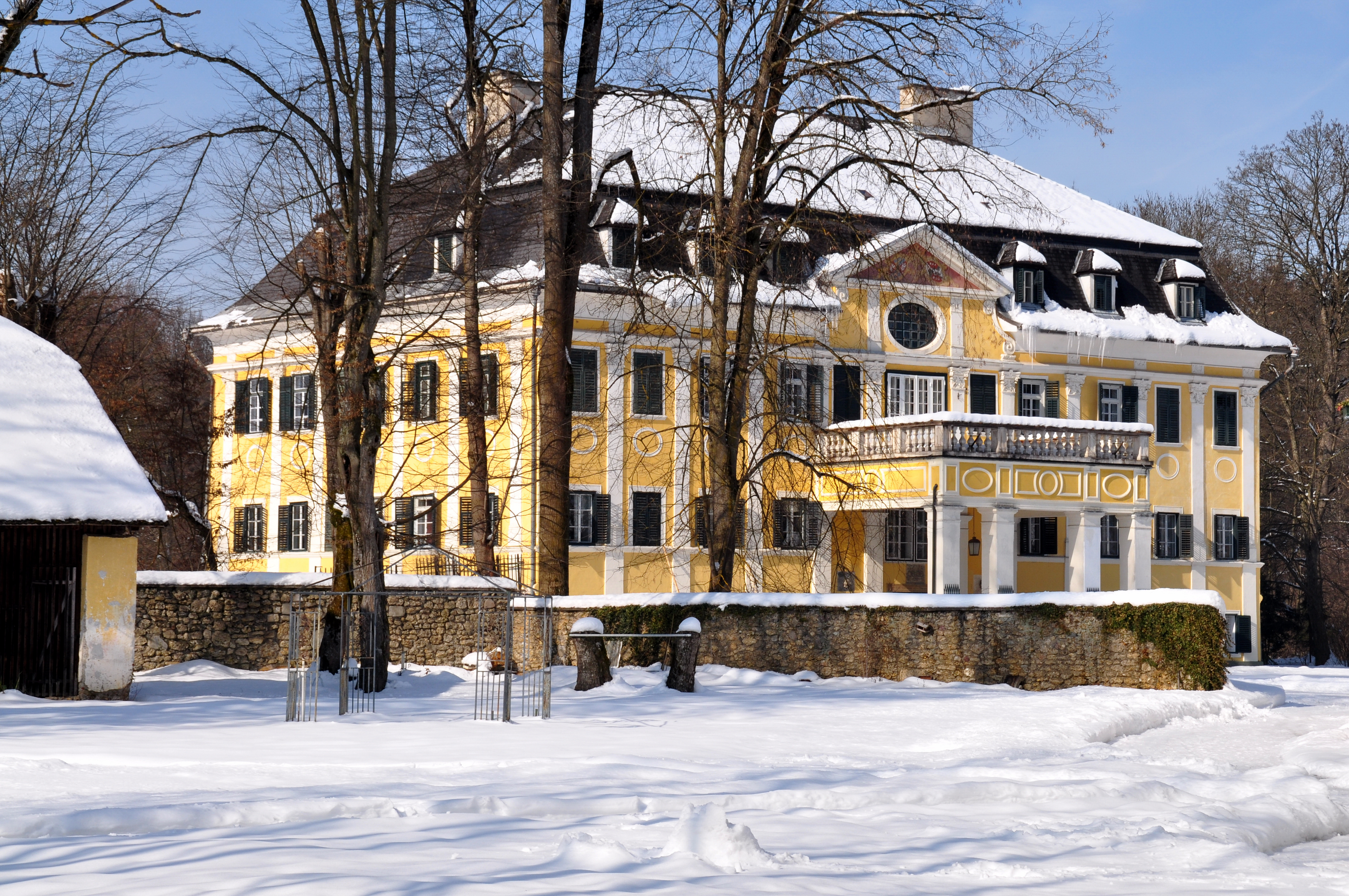
Zámek Ebenthal, hlavní sídlo rodu od počátku 18. století

Jan Petr I. (1667–1716) se uplatnil také jako diplomat, později byl zemským hejtmanem v Korutansku, kde přikupoval další majetek, především panství Ebenthal (1704) a Moosburg (1708). V Korutansku měli Goëssové obyvatelské právo od roku 1694, později je získali i pro Horní (1718) a Dolní Rakousy (1730). Dlouholetým zemským hejtmanem v Korutansku byl také syn Jana Petra I. Jan Antonín (1694–1764), který přikoupil panství Gradisch (1729) a nechal postavit rodový palác v Klagenfurtu (1734-1738). Z dalších generací rodu vynikl Jan Rudolf Zikmund (1723–1796), který byl říšským dvorským radou a dlouholetým vyslancem ve Švédsku, a Jan Karel Antonín (1728–1798), který sloužil v armádě a dosáhl hodnosti generálmajora. Ten měl tři syny, přičemž pro dva starší z nich založil dva fideikomisy. Primogeniturní fideikomis zahrnoval panství Ebenthal, Karlsberg a Moosburg, pro mladší rodovou větev byla vyčleněna panství Gradisch a Gradenegg. Obě větve získaly během 19. století dědičné členství v rakouské Panské sněmovně.

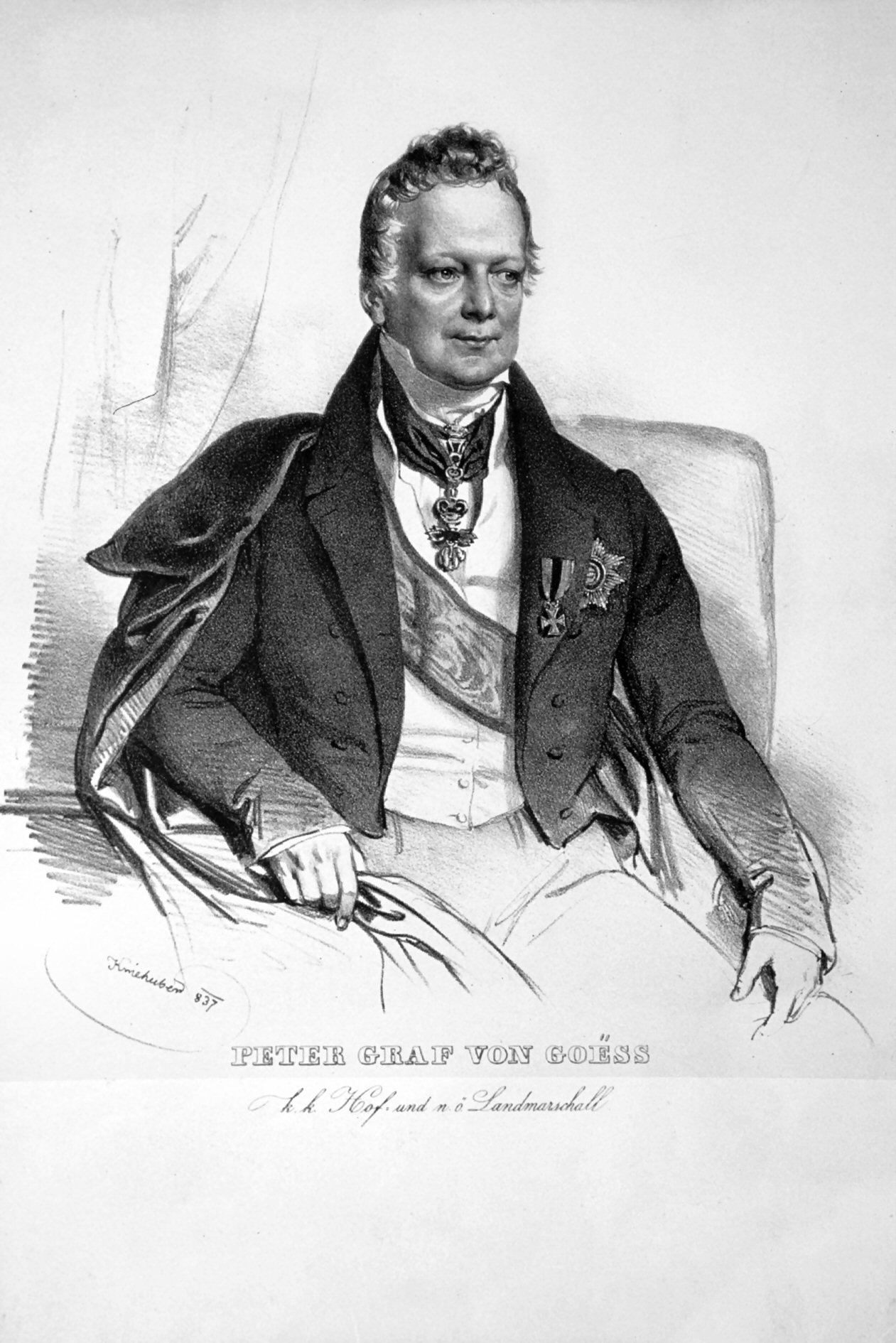
Hrabě Jan Petr II. Goëss (1774–1846), nejvyšší maršálek císařského dvora, guvernér v Haliči a Benátkách, rytíř Řádu zlatého rouna

Významnou osobností rodu byl ze starší větve Jan Petr II. (1774–1846), který zahájil kariéru ve vysokých státních úřadech během napoleonských válek, nakonec se stal nejvyšším dvorským maršálkem a získal Řád zlatého rouna. Vlivné postavení si udržel i jeho syn Jan Antonín (1816–1887), který byl zemským hejtmanem v Korutansku a získal také Řád zlatého rouna. V následující generaci starší linie rodu vymřela Janem Antonínem II. (1856–1891). Jeho majetek převzal vzdálený bratranec z mladší linie Leopold Goëss (1848–1922), který zastával vysoké funkce ve státní správě Rakouska-Uherska. Ten po svém bratru Zenovi (1846–1911) zdědil i majetek mladší linie a oba fideikomisy tak byly soustředěny v rukou jednoho majitele. Potomci rodu si až do 20. století uchovali značné pozemkové vlastnictví v Korutansku a nadále se angažovali v zemské státní správě. Leopold Goëss (1916–2005) byl členem městské rady v Ebenthalu, kde se nachází hlavní rodové sídlo, a později dlouholetým poslancem rakouské rakouské Spolkové rady. V současnosti je významným představitelem rodu Ulrich Goëss-Enzenberg (*1955), který je prezidentem rakouské organizace Via Imperialis, která se angažuje v záchraně a propagaci kulturních památek v Rakousku.

## Osobnosti

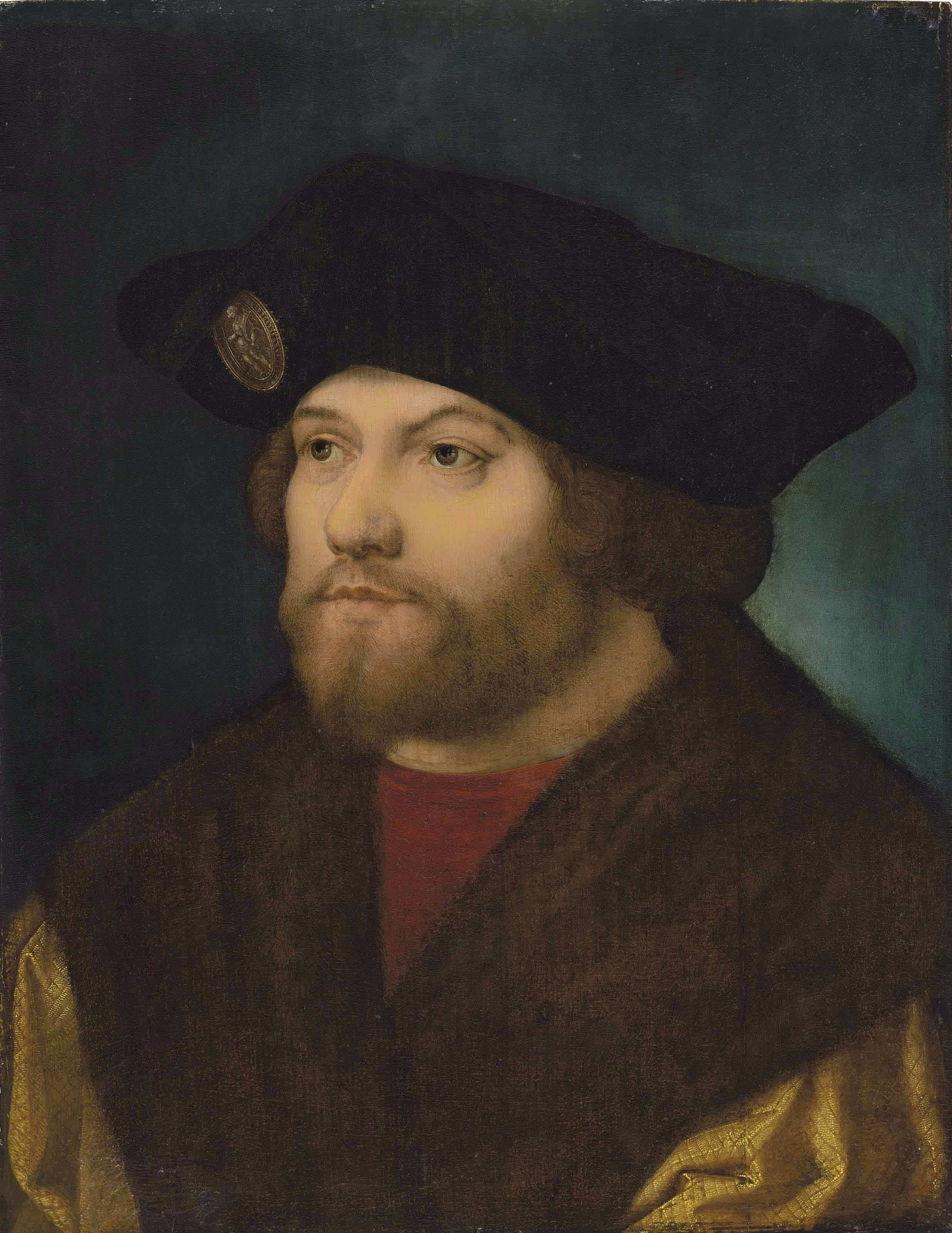
Damião de Góis (1502–1574), portugalský diplomat, spisovatel a historik

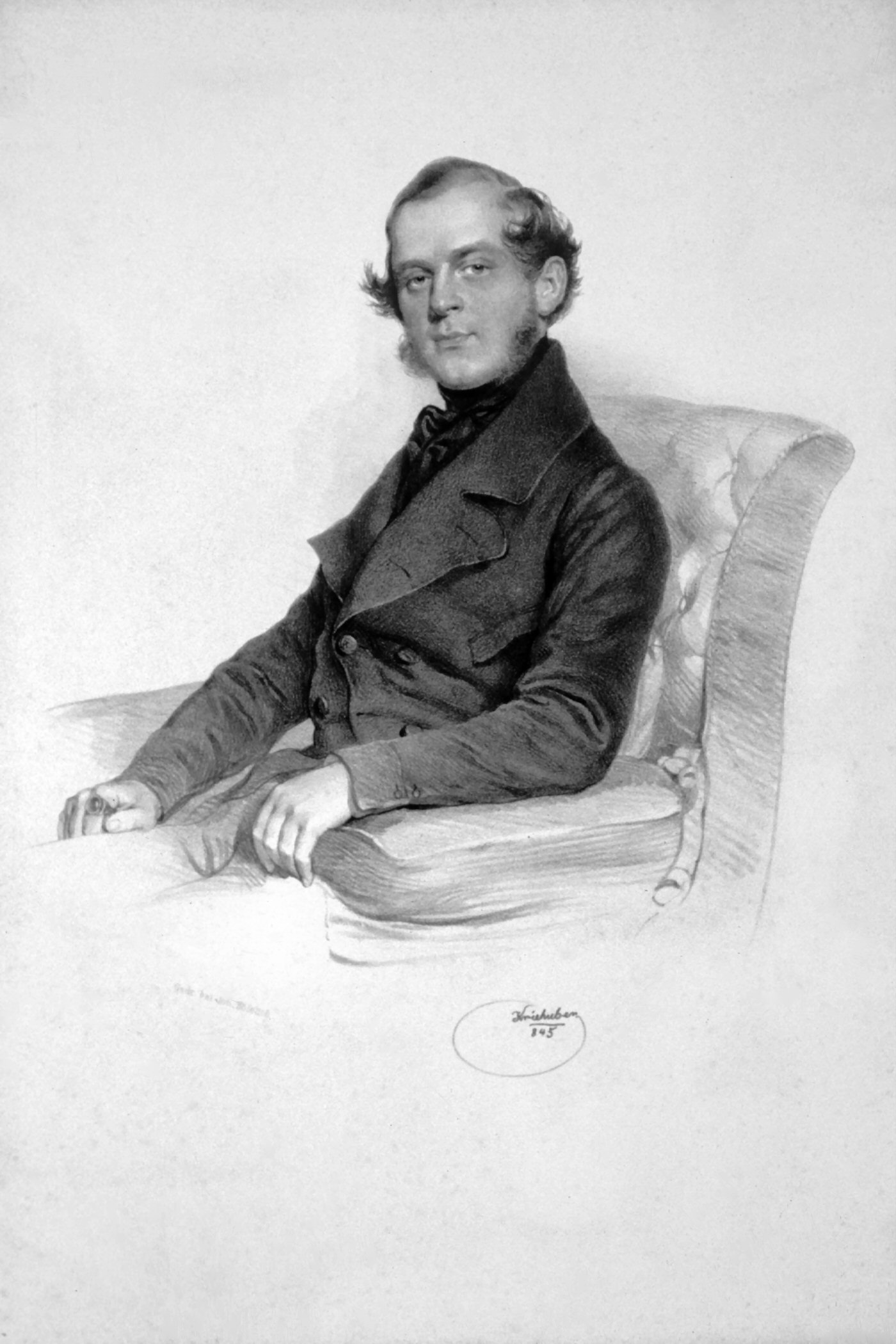
Jan Antonín Goëss (1816–1887), zemský hejtman v Korutanech, rytíř Řádu zlatého rouna

- Damião de Góis (1502–1574), portugalský historik, spisovatel, humanista a diplomat
- Jan František (1612–1696), císařský diplomat, kardinál, biskup v Gurku, 1654 povýšen do říšského panského stavu
- Jan Petr I. (1667–1716), císařský diplomat, vyslanec v Nizozemí, zemský hejtman v Korutansku, 1693 povýšen do říšského hraběcího stavu
- Jan Antonín (1694–1764), zemský hejtman v Korutansku
- Jan Rudolf Zikmund (1723–1796), říšský dvorní rada, rakouský vyslanec ve Švédsku
- Jan Karel Antonín (1728–1798), c.k. generálmajor
- Jan Petr II. (1774–1846), nejvyšší maršálek císařského dvora, guvernér v Haliči a Benátsku, rytíř Řádu zlatého rouna
- Jan Antonín (1816–1887), zemský hejtman v Korutansku, dědičný člen Panské sněmovny, rytíř Řádu zlatého rouna
- Marie hraběnka von Goëss, rozená Welsersheimbová (1824–1896), nejvyšší hofmistryně císařovny Alžběty[2]
- Zeno Vincenc (1846–1911), poslanec říšské rady, zemský hejtman v Korutansku, dědičný člen Panské sněmovny
- Leopold Petr (1848–1922), místodržitel v Terstu, dědičný člen Panské sněmovny
- Jan Antonín II. (1856–1891), poslanec korutanského zemského sněmu, dědičný člen Panské sněmovny[3]
- Leopold Zeno (1916–2005), poslanec rakouské Spolkové rady

## Galerie

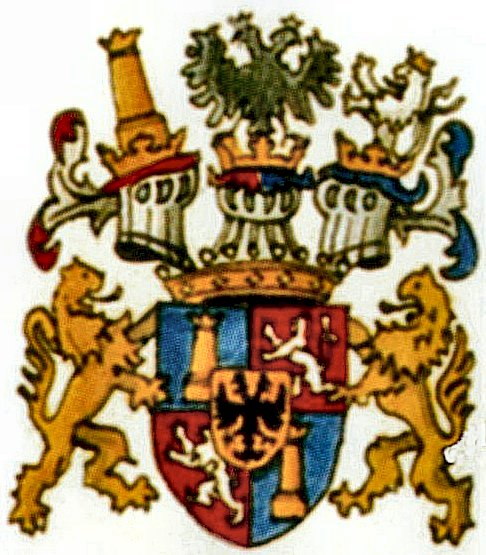
Rodový erb při povýšení do stavu svobodných pánů (1672)
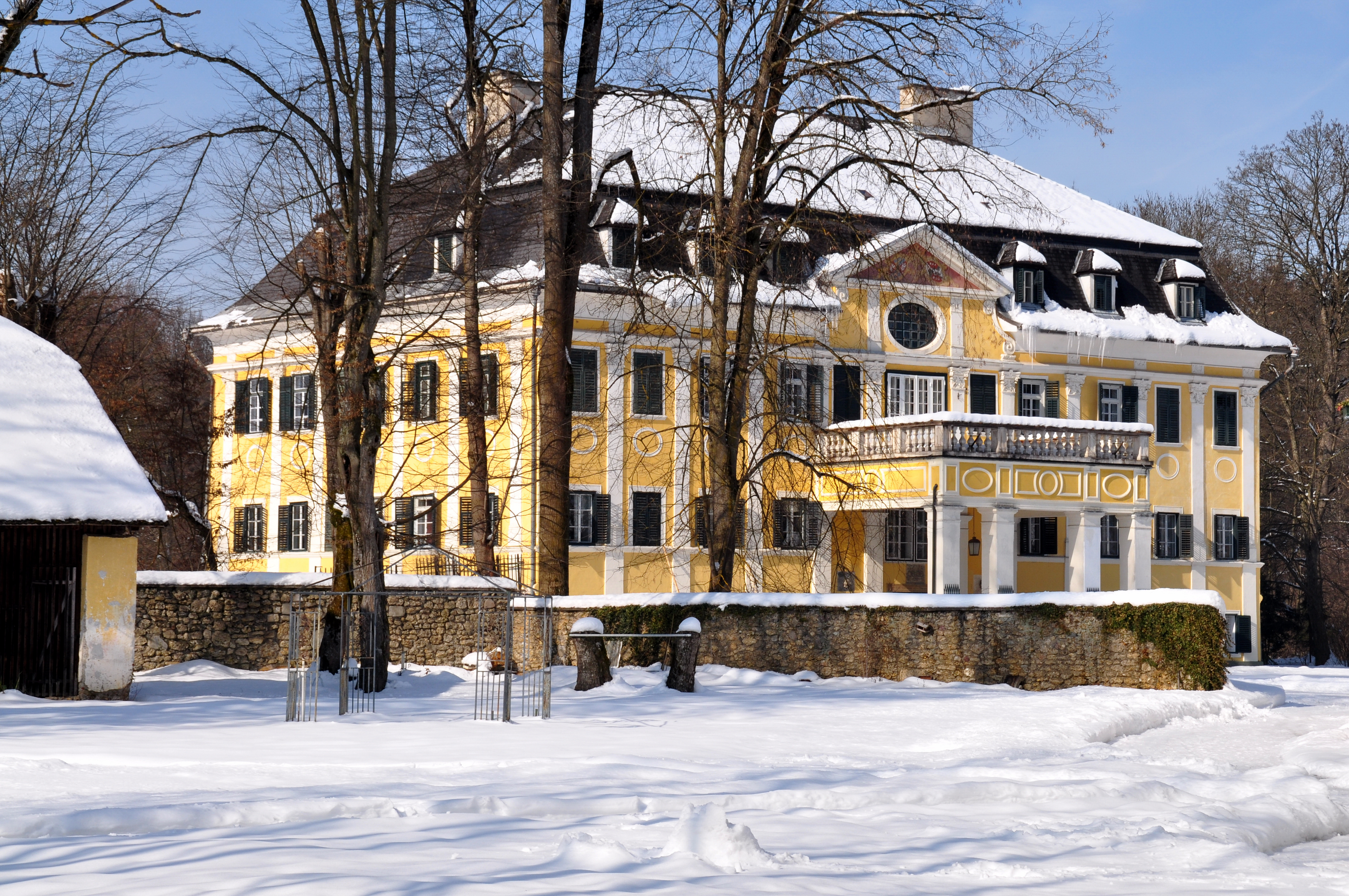
Zámek Ebenthal (Korutany), hlavní rodové sídlo
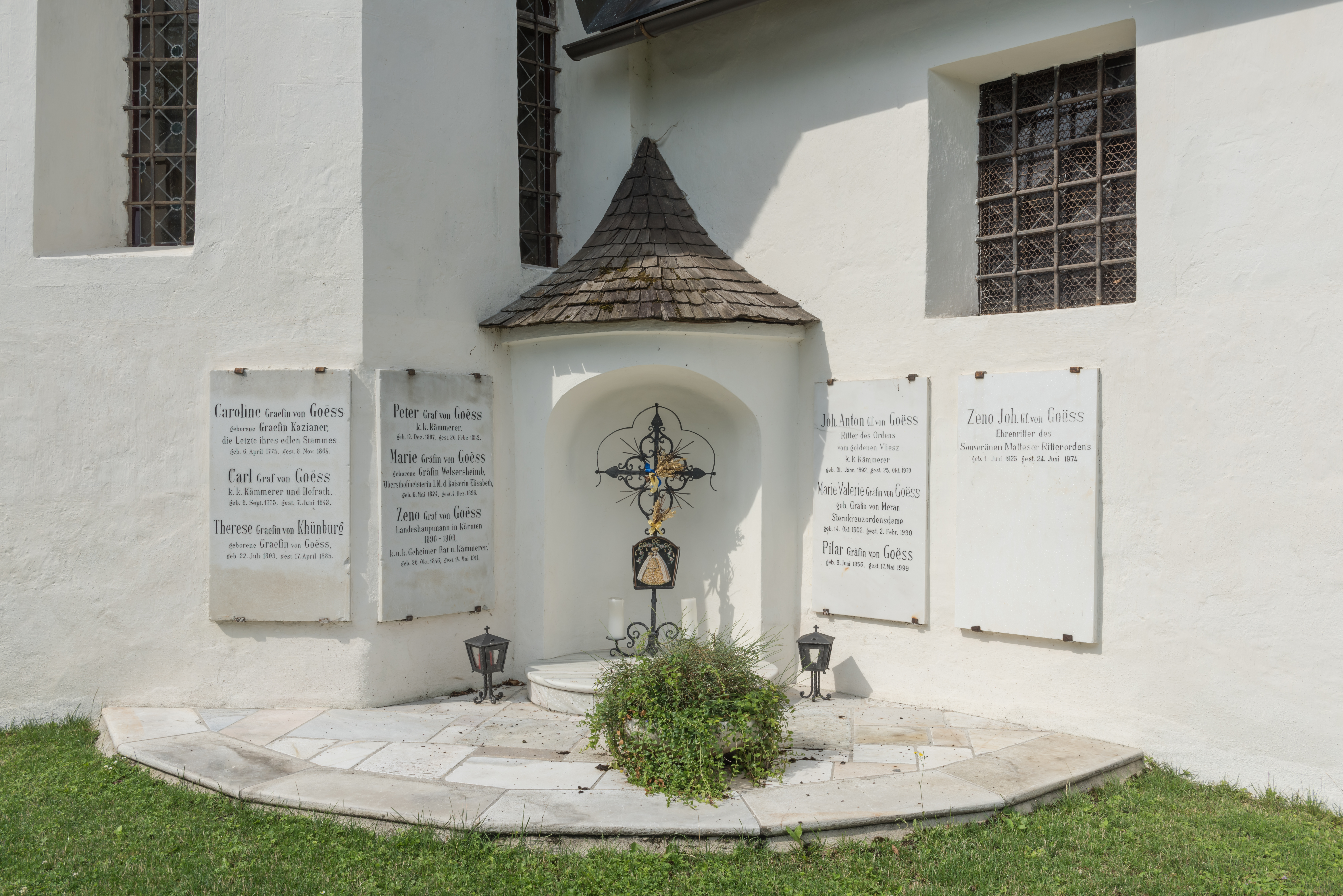
Rodové pohřebiště Goëssů u farního kostela ve Feldkirchenu (Korutany)
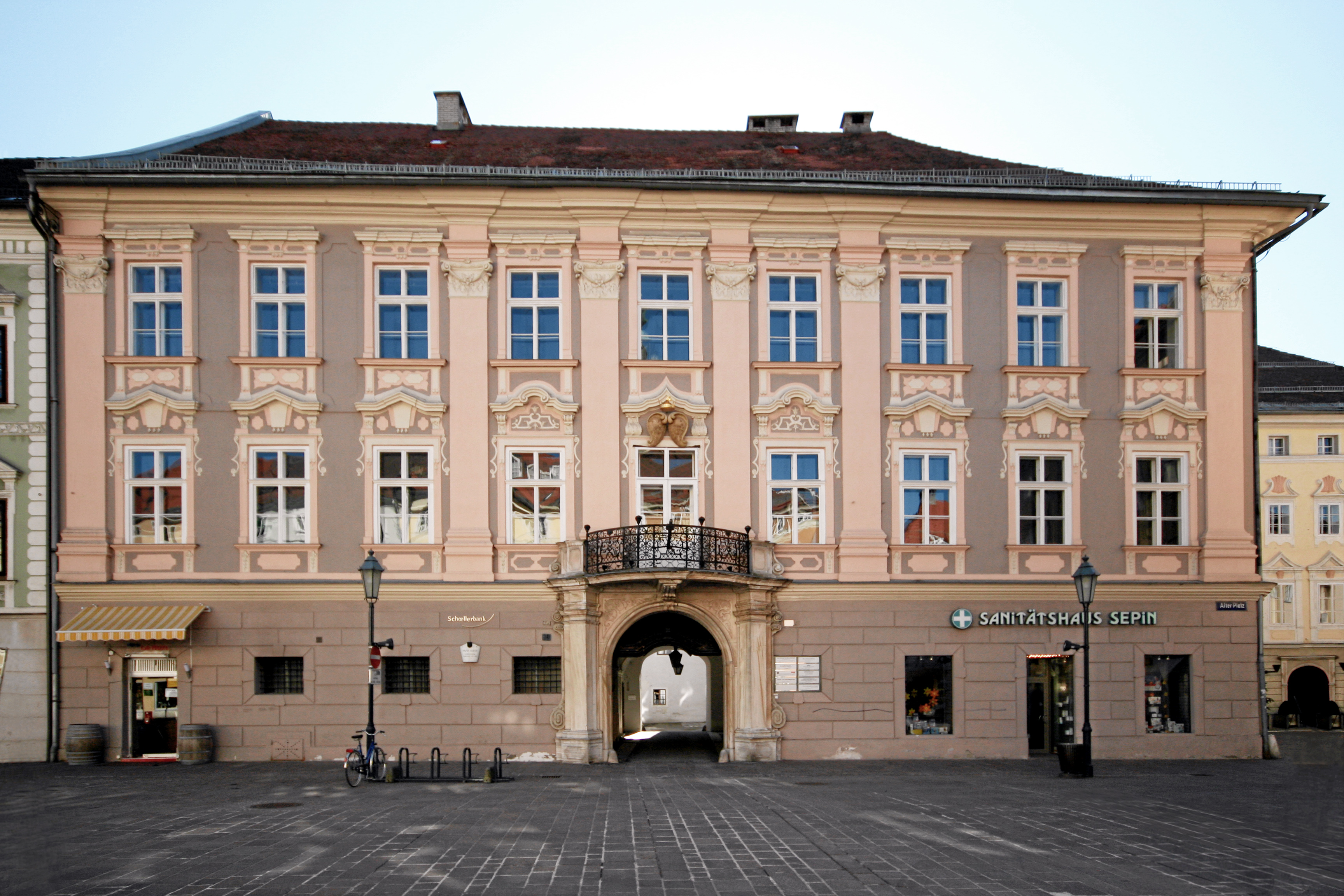
Palác Goëss v Klagenfurtu
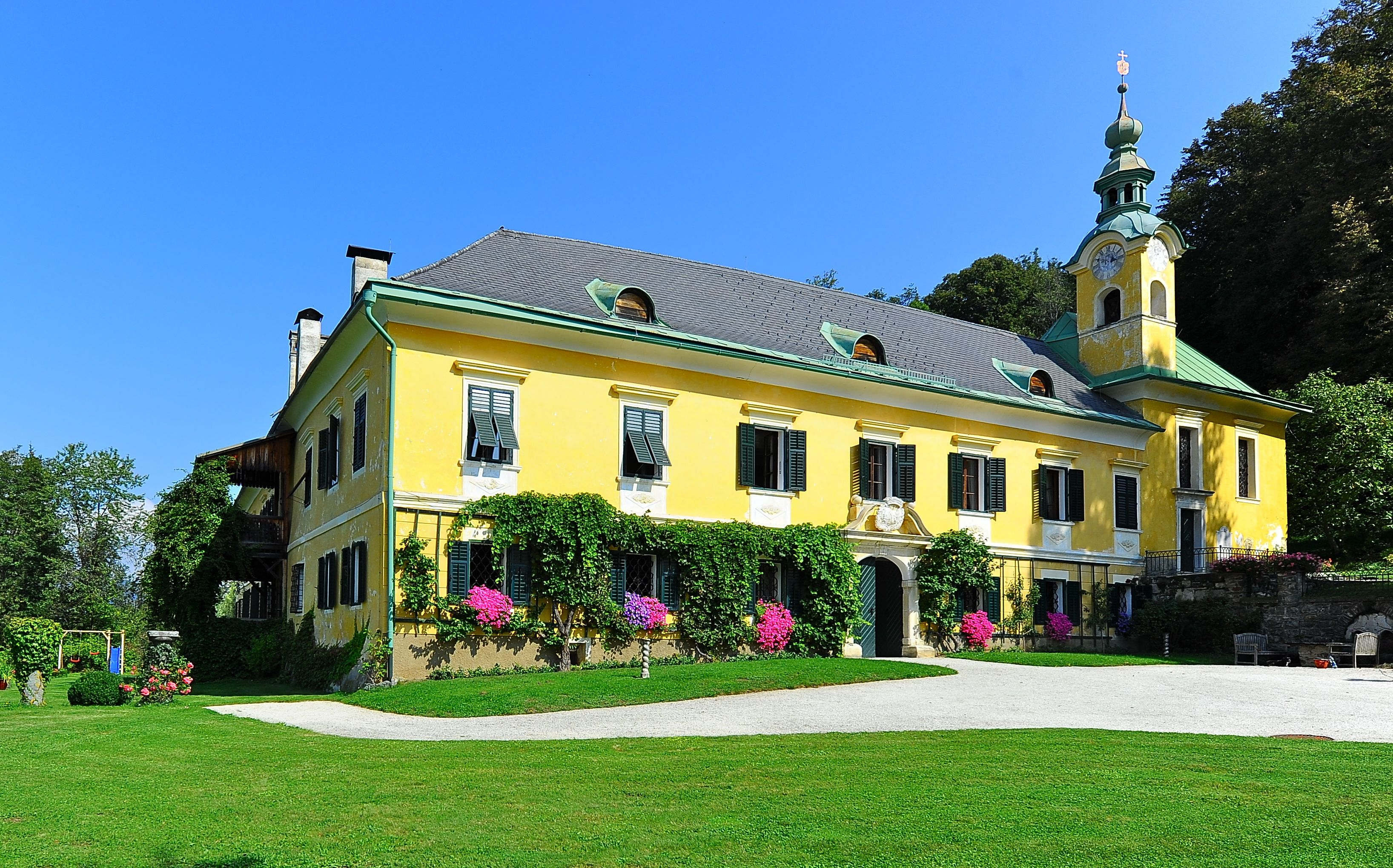
Zámek Karlsberg (Korutany)
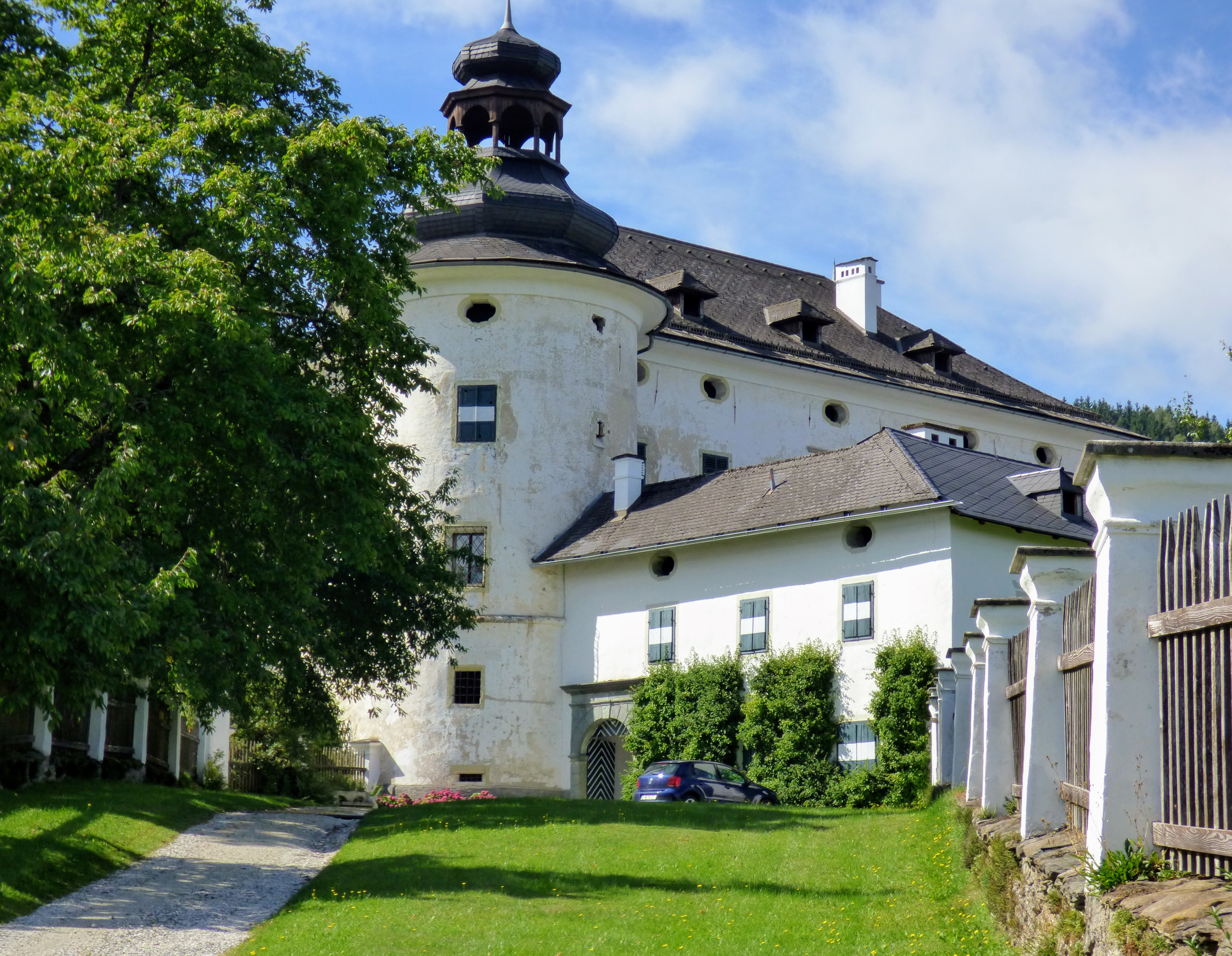
Zámek Gradisch (Korutany)
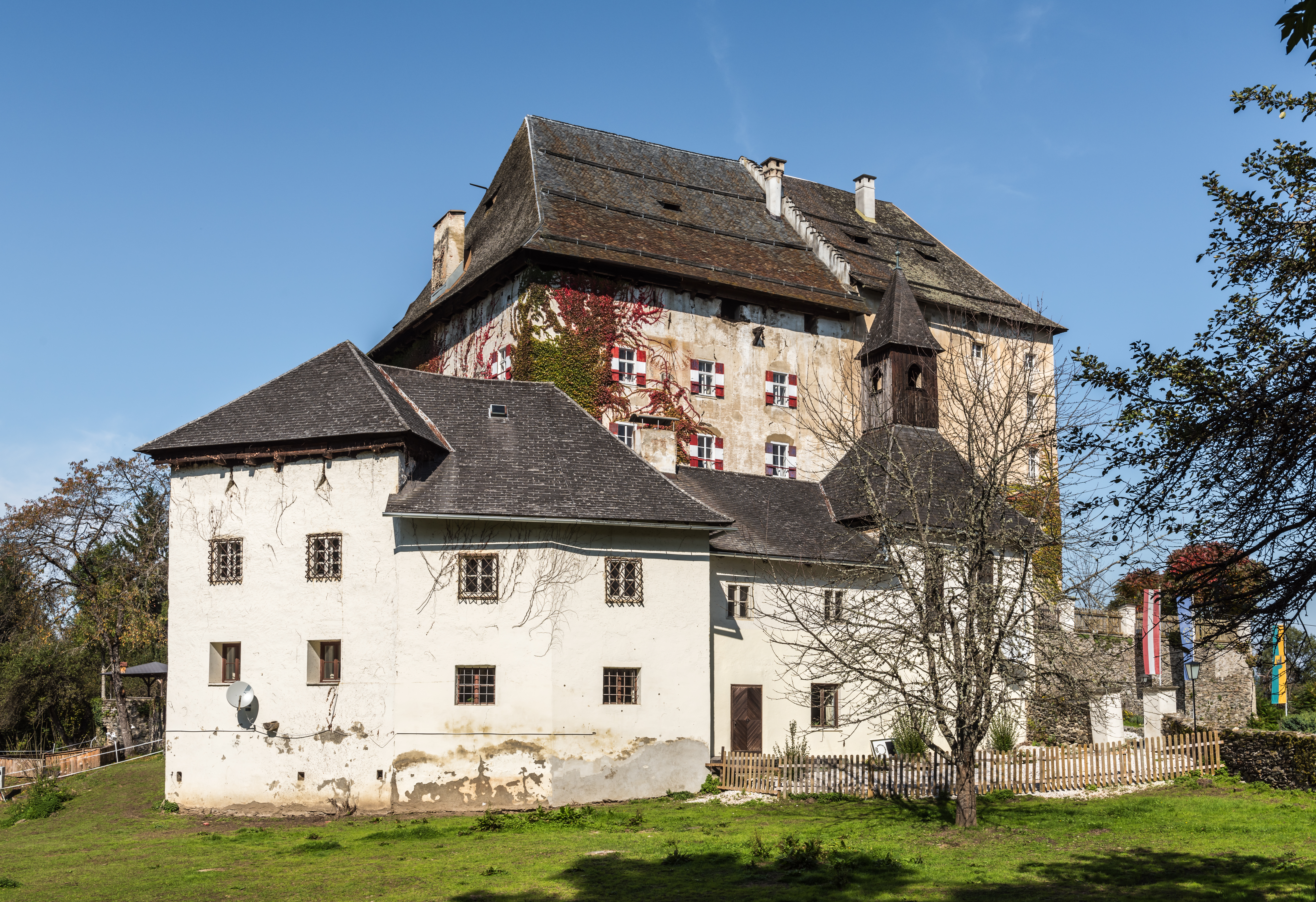
Zámek Moosburg (Korutany)